# Rolleville
Rolleville – miejscowość i gmina we Francji, w regionie Normandia, w departamencie Sekwana Nadmorska.
Według danych na rok 1990 gminę zamieszkiwało 1081 osób, a gęstość zaludnienia wynosiła 153 osoby/km² (wśród 1421 gmin Górnej Normandii Rolleville plasuje się na 211. miejscu pod względem liczby ludności, natomiast pod względem powierzchni na miejscu 531.).